# 32272 Hasegawayuya
32272 Hasegawayuya este un asteroid din centura principală de asteroizi.

## Descriere
32272 Hasegawayuya este un asteroid din centura principală de asteroizi. A fost descoperit pe 4 august 2000 la Bisei Spaceguard Center în cadrul programului BATTeRS. Asteroidul prezintă o orbită caracterizată de o semiaxă mare de 2,40 ua, o excentricitate de 0,06 și o înclinație de 5,6° în raport cu ecliptica.